# Gunslugs
Gunslugs es un videojuego de acción y disparos 2D. Fue lanzado por el desarrollador neerlandés OrangePixel en 2013 para iOS, Android y Ouya, en 2014 para PlayStation Vita, en 2015 para Microsoft Windows, OS X y Linux, en 2016 para Nintendo 3DS, y en 2020 para Nintendo Switch. Fue lanzado para Atari VCS en 2022.

## Sinopsis
El argumento de Gunslugs sigue las aventuras de un grupo que intenta averiguar más información acerca del misterioso ejército Black Duck, y cuáles son sus objetivos. El ejército libra una guerra, y el trabajo de los jugadores es detenerlos.

## Jugabilidad
Los gráficos del juego son pixelados, y el audio y la jugabilidad son retro. El objetivo del juego es matar a todos los enemigos, y progresar por varios niveles disparándole a enemigos y cajas, obteniendo diferentes armas como lanzallamas, armas de huevos, y pistolas dobles que permiten al jugador disparar adelante y atrás.

## Recepción
Las versiones de iOS y PlayStation Vita han recibido reseñas «favorables», mientras que las versiones de 3DS y Switch han recibido reseñas por encima de la media, de acuerdo con el sitio web agregador de reseñas Metacritic.
La versión de iOS tuvo ventas moderadas, las cuales el creador reportó que fueron 10.811 ventas durante las primeras 9 semanas de lanzamiento, además de 150.000 descargas de la versión gratuita.